# Marolles-lès-Bailly
Pour les articles homonymes, voir Marolles.
Marolles-lès-Bailly est une commune française, située dans le département de l'Aube en région Grand Est.

## Géographie
| Chauffour-lès-Bailly |                                    | Briel-sur-Barse |
| Chauffour-lès-Bailly | Marolles-lès-Bailly                | Villy-en-Trodes |
| Poligny              | Chauffour-lès-Bailly, Bourguignons | Fralignes       |

### Hydrographie
La commune est dans la région hydrographique « la Seine de sa source au confluent de l'Oise (exclu) » au sein du bassin Seine-Normandie. Elle est drainée par la Boderonne, le canal d'Amenée du Barrage Réservoir Seine, le Fossé 01 des Lasnières et le ru de Villy en Trodes,.
La Boderonne, d'une longueur de 20 km, prend sa source dans la commune de Beurey et se jette  dans la Barse à Montreuil-sur-Barse, après avoir traversé huit communes.

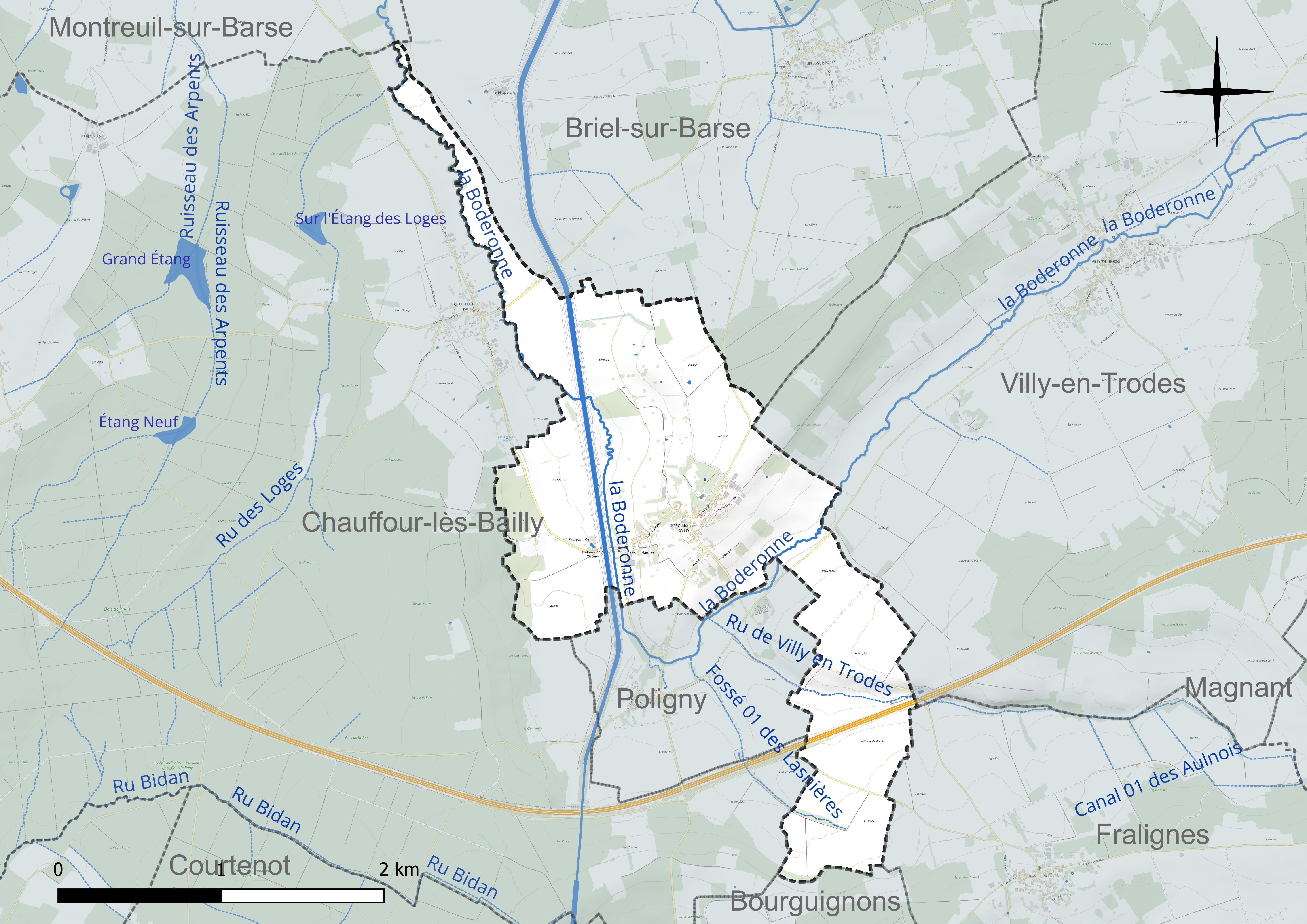
Réseau hydrographique de Marolles-lès-Bailly.

### Climat
Pour des articles plus généraux, voir Climat du Grand Est et Climat de l'Aube.
En 2010, le climat de la commune est de type climat océanique dégradé des plaines du Centre et du Nord, selon une étude du Centre national de la recherche scientifique s'appuyant sur une série de données couvrant la période 1971-2000. En 2020, Météo-France publie une typologie des climats de la France métropolitaine dans laquelle la commune est exposée à un climat océanique altéré et est dans la région climatique Lorraine, plateau de Langres, Morvan, caractérisée par un hiver rude (1,5 °C), des vents modérés et des brouillards fréquents en automne et hiver.
Pour la période 1971-2000, la température annuelle moyenne est de 10,7 °C, avec une amplitude thermique annuelle de 15,8 °C. Le cumul annuel moyen de précipitations est de 774 mm, avec 11,6 jours de précipitations en janvier et 8,2 jours en juillet. Pour la période 1991-2020, la température moyenne annuelle observée sur la station météorologique de Météo-France la plus proche, « Mesnil-Saint-Père », sur la commune de Mesnil-Saint-Père à 7 km à vol d'oiseau, est de 11,4 °C et le cumul annuel moyen de précipitations est de 772,6 mm. 
La température maximale relevée sur cette station est de 41 °C, atteinte le 25 juillet 2019 ; la température minimale est de −20,5 °C, atteinte le 2 janvier 1997,,.
Les paramètres climatiques de la commune ont été estimés pour le milieu du siècle (2041-2070) selon différents scénarios d'émission de gaz à effet de serre à partir des nouvelles projections climatiques de référence DRIAS-2020. Ils sont consultables sur un site dédié publié par Météo-France en novembre 2022.

## Urbanisme

### Typologie
Au 1er janvier 2024, Marolles-lès-Bailly est catégorisée commune rurale à habitat dispersé, selon la nouvelle grille communale de densité à 7 niveaux définie par l'Insee en 2022.
Elle est située hors unité urbaine. Par ailleurs la commune fait partie de l'aire d'attraction de Troyes, dont elle est une commune de la couronne,. Cette aire, qui regroupe 209 communes, est catégorisée dans les aires de 200 000 à moins de 700 000 habitants,.

### Occupation des sols
L'occupation des sols de la commune, telle qu'elle ressort de la base de données européenne d’occupation biophysique des sols Corine Land Cover (CLC), est marquée par l'importance des territoires agricoles (88,8 % en 2018), une proportion identique à celle de 1990 (88,8 %). La répartition détaillée en 2018 est la suivante : 
terres arables (57,6 %), prairies (31 %), zones urbanisées (7,5 %), forêts (3,8 %), zones agricoles hétérogènes (0,2 %). L'évolution de l’occupation des sols de la commune et de ses infrastructures peut être observée sur les différentes représentations cartographiques du territoire : la carte de Cassini (XVIIIe siècle), la carte d'état-major (1820-1866) et les cartes ou photos aériennes de l'IGN pour la période actuelle (1950 à aujourd'hui).

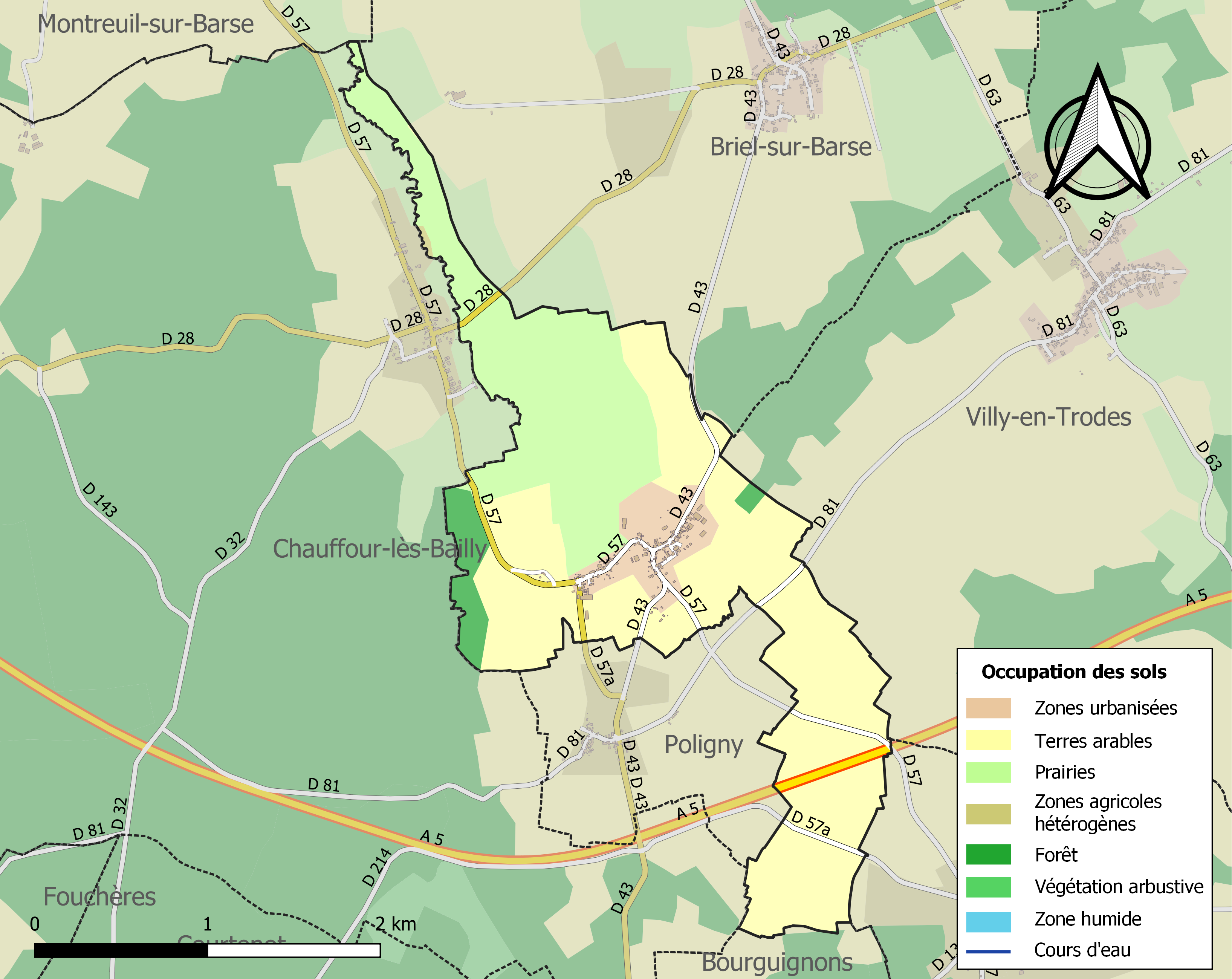
Carte des infrastructures et de l'occupation des sols de la commune en 2018 (CLC).

## Histoire
Le fief relevait de Vendeuvre depuis 1387. Dulon et Gualon de Marolles, connu en 1100 et 1103 bien que portant le nom Marolles n'étaient pas surement seigneur du dit-lieu. Le premier connu est Ansery II de Chaceney qui est cité pour son don de ce qu'il possédait à Marolles et Poligny à l'abbaye de Montiéramey.
Aux XVIe et XVIIe siècles les seigneurs de Marolles sont issus de la famille de Lenoncourt.
L'état des émigrés de l'Aube cite Bertrand Bady de Mormond comme possesseur du château de moulins, de quatre fermes, de plus de deux arpents de vignes...comme seigneur.
En 1789, Marolles relevait de l'intendance et de la généralité de Châlons, de l'élection de Bar-sur-Aube et du bailliage de Troyes.
En 1914, la commune comptait 151 habitants, au recensement de 1918, le village accueillait 40 réfugiés.

## Politique et administration
| Période                                  | Période  | Identité                                            | Étiquette | Qualité                                 |
| ---------------------------------------- | -------- | --------------------------------------------------- | --------- | --------------------------------------- |
| avant                                    | 2008     | M. Jean Dumey                                       | DVD       |                                         |
| mars 2008                                | En cours | Mme Marion Quartier Réélue pour le mandat 2020-2026 | DVD       | Présidente de la Communauté de Communes |
| Les données manquantes sont à compléter. |          |                                                     |           |                                         |

## Démographie
L'évolution du nombre d'habitants est connue à travers les recensements de la population effectués dans la commune depuis 1793. Pour les communes de moins de 10 000 habitants, une enquête de recensement portant sur toute la population est réalisée tous les cinq ans, les populations de référence des années intermédiaires étant quant à elles estimées par interpolation ou extrapolation. Pour la commune, le premier recensement exhaustif entrant dans le cadre du nouveau dispositif a été réalisé en 2004.

En 2022, la commune comptait 120 habitants, en évolution de +16,5 % par rapport à 2016 (Aube : +0,7 %, France hors Mayotte : +2,11 %).
| 1793 | 1800 | 1806 | 1821 | 1831 | 1836 | 1841 | 1846 | 1851 |
| ---- | ---- | ---- | ---- | ---- | ---- | ---- | ---- | ---- |
| 321  | 342  | 349  | 326  | 327  | 346  | 326  | 324  | 323  |

| 1856 | 1861 | 1866 | 1872 | 1876 | 1881 | 1886 | 1891 | 1896 |
| ---- | ---- | ---- | ---- | ---- | ---- | ---- | ---- | ---- |
| 297  | 292  | 296  | 275  | 264  | 254  | 244  | 247  | 203  |

| 1901 | 1906 | 1911 | 1921 | 1926 | 1931 | 1936 | 1946 | 1954 |
| ---- | ---- | ---- | ---- | ---- | ---- | ---- | ---- | ---- |
| 172  | 162  | 151  | 134  | 136  | 140  | 133  | 129  | 155  |

| 1962 | 1968 | 1975 | 1982 | 1990 | 1999 | 2004 | 2006 | 2009 |
| ---- | ---- | ---- | ---- | ---- | ---- | ---- | ---- | ---- |
| 120  | 127  | 106  | 116  | 119  | 100  | 108  | 113  | 102  |

| 2014 | 2019 | 2022 | - | - | - | - | - | - |
| ---- | ---- | ---- | - | - | - | - | - | - |
| 108  | 112  | 120  | - | - | - | - | - | - |

## Lieux et monuments
L'église Saint-Remi qui était le siège d'une paroisse ayant comme succursales Chauffourt et Villy-en-Trode, elle était au doyenné de Bar-sur-Seine à la collation de l'abbé de Montiéramey. Parmi son mobilier sont remarquables :
- sa descente de Croix[21], les deux sujets principaux, Marie et Jésus, étant légèrement plus grands[22] ;
- ses douze stalles[23], toutes deux du XVIe siècle.

Le bâtiment, anciennement sous le vocable de saint Germain, est du XIIe siècle pour le sanctuaire et la partie de la nef touchant l'abside. Le reste est majoritairement du XVIe siècle.